# Nam Su-Hyeon
Nam Su-Hyeon (en coreano: 남수현; 27 de enero de 2005) es una deportista surcoreana que compite en tiro con arco, en la modalidad de arco recurvo.
Participó en los Juegos Olímpicos de París 2024, obteniendo dos medallas, oro en la prueba de equipo (junto con Jeon Hun-Young y Lim Si-Hyeon) y plata en individual.

## Palmarés internacional
| Juegos Olímpicos | Juegos Olímpicos | Juegos Olímpicos | Juegos Olímpicos |
| Año              | Lugar            | Medalla          | Prueba           |
| ---------------- | ---------------- | ---------------- | ---------------- |
| 2024             | París (Francia)  | Medalla de oro   | Equipo           |
| 2024             | París (Francia)  | Medalla de plata | Individual       |